# Ramón Rodríguez Correa
Ramón Rodríguez Correa   (l'Havana, 27 d'agost de 1835 - Madrid, 19 de maig de 1894) va ser un escriptor, periodista i polític espanyol.

## Biografia
Va néixer a l'Havana el 27 d'agost de 1835. En 1856 treballava al diari El Mediodía de Cadis. Aquell mateix any va arribar a Madrid. A la capital va ser redactor de La Crònica (1857), El Reino (1859), El Contemporáneo (1860-1863) i El Mosquito (1864), així com director de Las Noticias (1864-1866) i redactor de El Gobierno (1872).  També va col·laborar en La Ilustración Española y Americana. Va ser un alt funcionari d'Hisenda i diputat a Corts en obtenir escó en les eleccions de 1864 pel districte d'Almadén, en les de 1876 i 1881, pel de Guadalajara i en les de 1886 i 1893, pel districte granadí de Guadix. Va ser amic molt proper del poeta Gustavo Adolfo Bécquer. Va morir a Madrid el 19 de maig de 1894.